# Championnats d'Asie de cyclisme 2001
Navigation
Championnats d'Asie 2000 Championnats d'Asie 2002
Les Championnats d'Asie de cyclisme 2001 se sont déroulés du 8 au 15 juillet 2001 à Kaohsiung et Taichung, à Taiwan.

## Résultats des championnats sur route

### Épreuves masculines
| Épreuves         | Or                    | Argent                             | Bronze                |
| ---------------- | --------------------- | ---------------------------------- | --------------------- |
| Course en ligne  | Wong Kam Po Hong Kong | Arnel Quirimit Philippines         | Junichi Shibuya Japon |
| Contre-la-montre | Hossein Askari Iran   | Jamsrangiin Ölzii-Orshikh Mongolie | Wong Kam Po Hong Kong |

### Épreuves féminines
| Épreuves         | Or                        | Argent                       | Bronze                        |
| ---------------- | ------------------------- | ---------------------------- | ----------------------------- |
| Course en ligne  | Kim Yong-mi Corée du Sud  | Hoàng Thị Thanh Tân Viêt Nam | Miho Oki Japon                |
| Contre-la-montre | Lim Hang-jun Corée du Sud | Miho Oki Japon               | Chen Chiung-yi Taipei chinois |

## Résultats des championnats sur piste

### Épreuves masculines
| Épreuves               | Or                                                                  | Argent                                                                  | Bronze                                                                |
| ---------------------- | ------------------------------------------------------------------- | ----------------------------------------------------------------------- | --------------------------------------------------------------------- |
| Keirin                 | Toshiaki Fushimi Japon                                              | Hisanori Uchibayashi Japon                                              | Kim Chi-bum Corée du Sud                                              |
| Kilomètre              | Keiichi Omori Japon                                                 | Song Kyung-bang Corée du Sud                                            | Huang Chih-ying Taipei chinois                                        |
| Vitesse individuelle   | Takashi Kaneko Japon                                                | Cho Hyun-ok Corée du Sud                                                | Hiroyuki Nunoi Japon                                                  |
| Vitesse par équipes    | Japon Takashi Kaneko Hiroyuki Nunoi Keiichi Omori                   | Corée du Sud Cho Hyun-ok Song Kyung-bang Kim Chi-bum                    | Taipei chinois Liu Chih-feng Lin Chih-hsun Lin Kun-hung               |
| Poursuite individuelle | Vadim Kravchenko Kazakhstan                                         | Noriyuki Iijima Japon                                                   | Wong Kam Po Hong Kong                                                 |
| Poursuite par équipes  | Corée du Sud Choi Soon-young Chun Dae-hong Cho Ho-sung Chang Il-nam | Taipei chinois Chen Teng-tian Pai Chi-lin Ting Cheng-chang Tsai Shao-yu | Japon Noriyuki Iijima Yusuke Kuroki Megumu Morohashi Kanotoshi Madoba |
| Course aux points      | Cho Ho-sung Corée du Sud                                            | Chun Dae-hong Corée du Sud                                              | Makoto Iijima Japon                                                   |
| Course à élimination   | Cho Ho-sung Corée du Sud                                            | Paulo Manapul Philippines                                               | Amir Zargari Iran                                                     |
| Américaine             | Japon                                                               | Iran Amir Zargari Alireza Haghi                                         | Hong Kong                                                             |

### Épreuves féminines
| Épreuves               | Or                                                                     | Argent                                                           | Bronze                                                         |
| ---------------------- | ---------------------------------------------------------------------- | ---------------------------------------------------------------- | -------------------------------------------------------------- |
| 500 mètres             | Lu Yi-wen Taipei chinois                                               | Maya Tachikawa Japon                                             | Ku Hyun-jin Corée du Sud                                       |
| Vitesse individuelle   | Lu Yi-wen Taipei chinois                                               | Lee Jong-ae Corée du Sud                                         | Ku Hyun-jin Corée du Sud                                       |
| Vitesse par équipes    | Corée du Sud Kim Yong-mi Lee Jong-ae Ku Hyun-jin                       | Taipei chinois Lu Yi-wen Wu Fang-ju Hsu Pei-wen                  | Indonésie Nurhayati Secelia Sucestoria Santia Tri Kusuma       |
| Poursuite individuelle | Kim Yong-mi Corée du Sud                                               | Lim Hang-jun Corée du Sud                                        | Nurhayati Indonésie                                            |
| Poursuite par équipes  | Taipei chinois Chen Chiung-yi Fang Fen-fang Lan Hsiao-yun Hwang He-xun | Indonésie Nurhayati Secelia Sucestoria Santia Tri Kusuma Nuraini | Corée du Sud Kim Yong-mi Lim Hang-jun Lim Mi-young Ku Hyun-jin |
| Course aux points      | Kim Yong-mi Corée du Sud                                               | Nurhayati Indonésie                                              | Lim Mi-young Corée du Sud                                      |
| Course à élimination   | Kim Yong-mi Corée du Sud                                               | Fang Fen-fang Taipei chinois                                     | Nurhayati Indonésie                                            |

## Référence
- (en) Cet article est partiellement ou en totalité issu de l’article de Wikipédia en anglais intitulé « 2001 Asian Cycling Championships » (voir la liste des auteurs).

1. 1 2  (en) « 21st Asian Cycling Championships - Road Results », sur cyclingnews.com (consulté le 1er mai 2017)
2. 1 2 3 4 5 6 7 8 9 10 11  (en) « 21st Asian Cycling Championships - Track Results », sur cyclingnews.com (consulté le 1er mai 2017)